# Kuusiku (Rapla)
Kuusiku es una localidad del municipio de Rapla en el condado de Rapla, Estonia, con una población censada a final del año 2011 de 171 habitantes. 
Se encuentra ubicada en el centro-este del condado, cerca del río Vigala y de la frontera con los condados de Järva y Harju.

## Clima
| Parámetros climáticos promedio de Kuusiku (1991-2020)     | Parámetros climáticos promedio de Kuusiku (1991-2020) | Parámetros climáticos promedio de Kuusiku (1991-2020) | Parámetros climáticos promedio de Kuusiku (1991-2020) | Parámetros climáticos promedio de Kuusiku (1991-2020) | Parámetros climáticos promedio de Kuusiku (1991-2020) | Parámetros climáticos promedio de Kuusiku (1991-2020) | Parámetros climáticos promedio de Kuusiku (1991-2020) | Parámetros climáticos promedio de Kuusiku (1991-2020) | Parámetros climáticos promedio de Kuusiku (1991-2020) | Parámetros climáticos promedio de Kuusiku (1991-2020) | Parámetros climáticos promedio de Kuusiku (1991-2020) | Parámetros climáticos promedio de Kuusiku (1991-2020) | Parámetros climáticos promedio de Kuusiku (1991-2020) |
| Mes                                                       | Ene.                                                  | Feb.                                                  | Mar.                                                  | Abr.                                                  | May.                                                  | Jun.                                                  | Jul.                                                  | Ago.                                                  | Sep.                                                  | Oct.                                                  | Nov.                                                  | Dic.                                                  | Anual                                                 |
| --------------------------------------------------------- | ----------------------------------------------------- | ----------------------------------------------------- | ----------------------------------------------------- | ----------------------------------------------------- | ----------------------------------------------------- | ----------------------------------------------------- | ----------------------------------------------------- | ----------------------------------------------------- | ----------------------------------------------------- | ----------------------------------------------------- | ----------------------------------------------------- | ----------------------------------------------------- | ----------------------------------------------------- |
| Temp. máx. abs. (°C)                                      | 8.8                                                   | 11.1                                                  | 18.0                                                  | 26.5                                                  | 30.5                                                  | 32.1                                                  | 33.6                                                  | 33.4                                                  | 28.4                                                  | 20.9                                                  | 13.5                                                  | 10.8                                                  | 33.6                                                  |
| Temp. máx. media (°C)                                     | −1.3                                                  | −1.2                                                  | 3.0                                                   | 10.5                                                  | 16.9                                                  | 20.3                                                  | 23.1                                                  | 21.8                                                  | 16.4                                                  | 9.4                                                   | 3.6                                                   | 0.4                                                   | 10.2                                                  |
| Temp. media (°C)                                          | −3.8                                                  | −4.4                                                  | −1.1                                                  | 4.9                                                   | 10.6                                                  | 14.7                                                  | 17.4                                                  | 16.0                                                  | 11.3                                                  | 5.7                                                   | 1.4                                                   | −1.8                                                  | 5.9                                                   |
| Temp. mín. media (°C)                                     | −6.8                                                  | −7.9                                                  | −5.2                                                  | −0.2                                                  | 3.9                                                   | 8.4                                                   | 11.4                                                  | 10.4                                                  | 6.6                                                   | 2.3                                                   | −1.2                                                  | −4.1                                                  | 1.5                                                   |
| Temp. mín. abs. (°C)                                      | −39.0                                                 | −37.6                                                 | −35.1                                                 | −24.4                                                 | −6.7                                                  | −2.7                                                  | 0.5                                                   | −2.5                                                  | −7.0                                                  | −17.0                                                 | −24.3                                                 | −40.6                                                 | −40.6                                                 |
| Precipitación total (mm)                                  | 58                                                    | 43                                                    | 40                                                    | 38                                                    | 43                                                    | 77                                                    | 73                                                    | 90                                                    | 62                                                    | 80                                                    | 66                                                    | 63                                                    | 733                                                   |
| Días de precipitaciones (≥ 1 mm)                          | 12                                                    | 9                                                     | 9                                                     | 8                                                     | 7                                                     | 9                                                     | 10                                                    | 11                                                    | 12                                                    | 13                                                    | 14                                                    | 14                                                    | 128                                                   |
| Horas de sol                                              | 30.3                                                  | 57.0                                                  | 130.1                                                 | 189.1                                                 | 263.1                                                 | 253.4                                                 | 263.6                                                 | 218.9                                                 | 136.6                                                 | 78.4                                                  | 28.2                                                  | 15.3                                                  | 1664                                                  |
| Humedad relativa (%)                                      | 91                                                    | 88                                                    | 81                                                    | 73                                                    | 69                                                    | 74                                                    | 77                                                    | 81                                                    | 85                                                    | 89                                                    | 92                                                    | 92                                                    | 82.7                                                  |
| Fuente: Servicio de meteorología e hidrografía de Estonia |                                                       |                                                       |                                                       |                                                       |                                                       |                                                       |                                                       |                                                       |                                                       |                                                       |                                                       |                                                       |                                                       |